# Turan Air
Turan Air (En azerí: Turan Aviaşirkəti) fue una aerolínea con base en la ciudad azerí de Bakú. Opera vuelos regulares y charter de carga y pasajeros a nivel nacional e internacional dentro de los estados que conforman la Comunidad de Estados Independientes.

## Historia

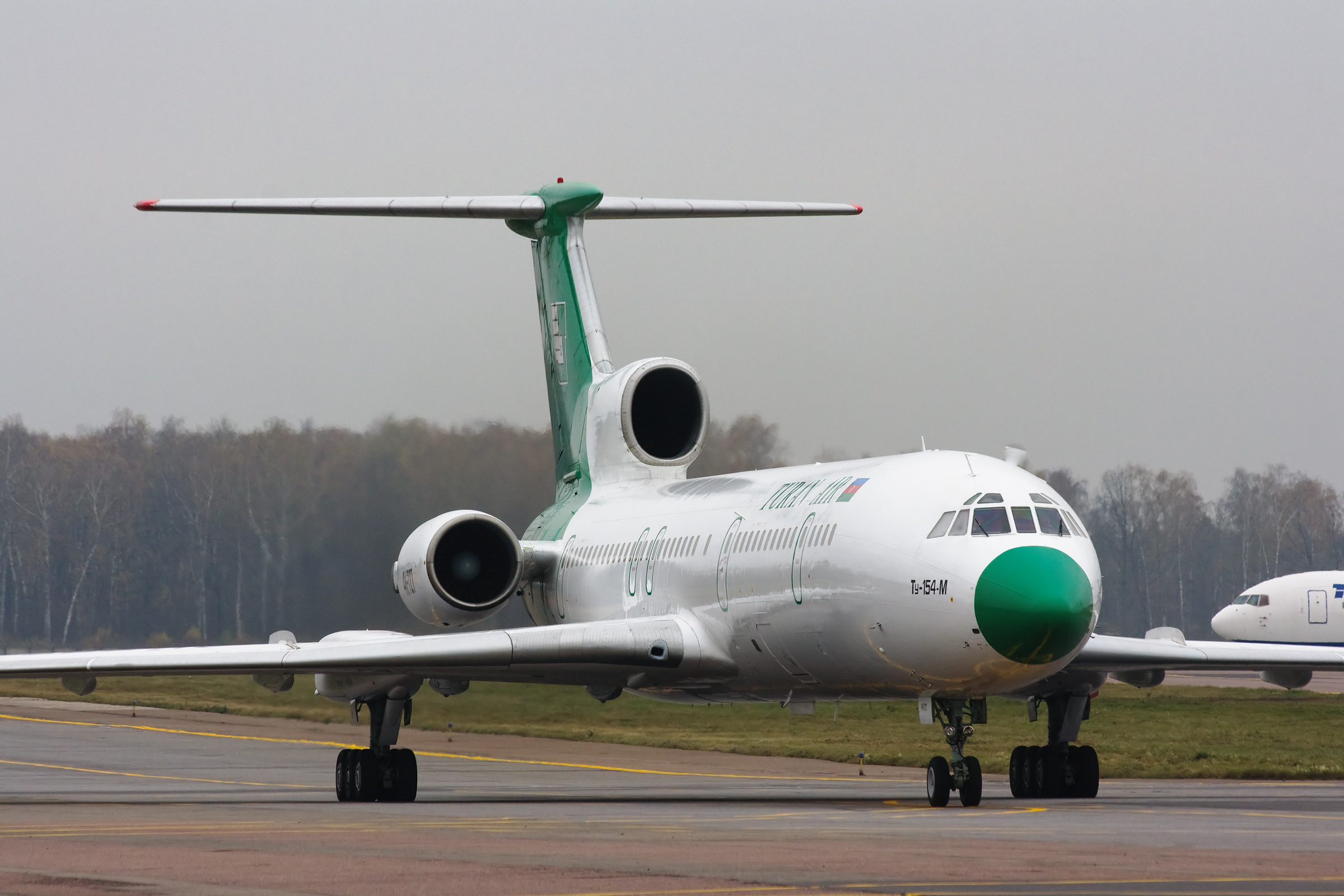
Tu-154M de la aerolínea en Moscú

La compañía se fundó en 1994 con dos Tu-154B que Azerbaijan Airlines retiro de su flota. Inicialmente operaba solo vuelos chárter, pero tras la adquisición de tres Tu-154 adicionales, la compañía empezó a operar destinos regulares a nivel nacional e internacional. 
Actualmente Turan Air es la segunda aerolínea más importante de Azerbaiyán, por detrás de Azerbaijan Airlines, además, la compañía ha considerado la adquisición de tres Airbus A320 provenientes de la hoy desaparecida aerolínea de bajo coste española, Spanair. 

## Flota
- 5 Tupolev Tu-154M:[2]